# نورداویاسیون سی‌تی۲۰
نورداویاسیون سی‌تی۲۰ (به انگلیسی: Nord Aviation CT20) یک هواپیمای ساختِ کارخانهٔ نورداویاسیون در کشور فرانسه است.